# 100122 Alpes-Maritimes
100122 Alpes-Maritimes è un asteroide della fascia principale esterna. Scoperto nel 1993, presenta un'orbita caratterizzata da un semiasse maggiore pari a 3,198902 UA e da un'eccentricità di 0,167617, inclinata di 6,030548° rispetto all'eclittica. Ha un diametro di 6,115 km e un'albedo di 0,068.
Fa parte della famiglia di asteroidi Hygiea.
L'asteroide era stato inizialmente battezzato 100122 Alpes Maritimes per poi essere corretto nella denominazione attuale.
L'asteroide è dedicato al dipartimento delle Alpi Marittime in quanto questo asteroide costituisce la millesima scoperta avvenuta con osservazioni fatte sul suo territorio.